# Administrativo de obra
El administrativo de obra es aquella persona que realiza funciones propias de administración y control económico en empresas del sector de la construcción, y más concretamente en una o varias obras que una empresa constructora esté llevando a cabo. 
La finalidad del administrativo de obra es realizar la gestión y el control administrativo en la obra, en conformidad con los procedimientos establecidos por la empresa constructora para la cual trabaja.

## Funciones del administrativo de obra
La principal función del administrativo de obra es realizar el control económico de la obra o grupo de obras a las que está asignado. Para ello, ha de realizar un seguimiento estricto y exhaustivo de los ingresos y de todos los costes que la obra genere.
El seguimiento de los ingresos supone revisar toda la información y documentación relevante de los importes a cobrar y elaborar las facturas a entregar al cliente. 
El control de los costes de obra implica administrar y supervisar en mayor o menor medida los siguientes ámbitos de la obra: 
- La gestión del personal de obra: gestionar altas y bajas de contratos laborales, vacaciones del personal, bajas temporales, notas de gastos, etc.
- Compras: revisión de comparativos, elaboración de contratos de suministros y servicios, recepción de pedidos, comprobación de albaranes, revisión de prefacturas o proformas internas
- Gestión de subcontratistas: revisar contratos con subcontratistas, solicitar y revisar la documentación laboral de los subcontratistas.
- Control de tesorería: registro y control de los movimientos de la caja de obra y las cuentas bancarias asociadas a la obra, realizar estimaciones de flujos de caja de la obra
- Facturación y pagos: revisión, conformidad, contabilización y pago de las facturas de proveedores y subcontratistas
- Cierres mensuales analíticos: elaboración de cierres para el resultado económicos de obra en el mes, en el año y a origen
- Contabilidad: realizar la contabilidad analítica de la obra, y realizar o supervisar la contabilidad financiera de la obra.

Asimismo, también suelen ser competencia del Administrativo de obra las siguientes acciones: 
- Gestionar el archivo documental de la obra
- Controlar las comunicaciones oficiales de la obra (entrada y salida de documentación)
- Supervisar el almacén de la obra
- Recopilar las actas de las reuniones internas de la obra
- Realizar todas las gestiones necesarias con las Administraciones Públicas relacionadas con la obra
- Llevar el control de inmovilizado e inventario de obra

## Dependencia jerárquica del Administrativo de obra
La actividad del administrativo de obra suele depender de una doble cadena jerárquica: por un lado, el administrativo de obra funcionalmente depende del jefe de obra a la que está asignado, teniendo que realizar las actividades de apoyo requeridas por éste para el seguimiento y el funcionamiento correcto de la obra. Por otro lado, depende orgánicamente del Departamento de Administración de la empresa constructora, y tiene que velar que todos los procesos y procedimientos de gestión y control administrativo de la empresa se aplican y se respetan en la obra.   

## El Administrativo de obra en el organigrama de la obra
La Administración de Obra constituye un departamento independiente dentro de la obra, al mismo nivel que otros departamentos de la obra como pueden ser la Oficina Técnica, Producción, Calidad, Seguridad y Salud y otros. Al igual que el resto de departamentos de la obra, la Administración de obra está subordinada al Jefe de Obra. 
Aunque las actividades desempeñadas por el Administrativo de obra son esencialmente de apoyo y soporte a la obra, la relevancia de las tareas desempeñadas por el Administrativo de obra es fundamental para el correcto desarrollo de la obra.

## Principales diferencias entre un Administrativo de obra y un Administrativo de Oficina
Tanto el Administrativo de obra como el Administrativo de oficina realizan trabajos de gestión administrativa. Aunque ambos coinciden en muchos aspectos, también existen una serie de diferencias:
|                        | Administrativo de obra | Administrativo de oficina |
| ---------------------- | ---------------------- | ------------------------- |
| Lugar de trabajo       | Obra                   | Oficina                   |
| Contrato laboral       | Obra y servicio        | Indefinido                |
| Funciones a desempeñar | Polivalencia           | Especialización           |